# Reforma a la Justicia en Colombia de 2012
La Reforma a la Justicia fue un proyecto de acto legislativo presentado por el Gobierno Nacional al Congreso de la República de Colombia, con el cual se pretendía modificar la Constitución de 1991 en los artículos relacionados con la administración de justicia de acuerdo a la Crisis judicial de Colombia. Fue aprobada por el Congreso el 20 de junio de 2012 y generó fuertes críticas por parte de la sociedad civil, algunos medios de comunicación y diferentes ONG, por los beneficios que otorgaba a los parlamentarios. Debido a la presión ejercida por la opinión pública, el presidente Juan Manuel Santos decidió objetar su aprobación y convocar al Congreso a sesiones extraordinarias con el fin de revocarla. Finalmente, el 28 de junio de 2012 el Congreso decidió hundir el proyecto de acto legislativo que había sido aprobado.
La aprobación de la Reforma y las críticas que suscitó, produjeron la dimisión del ministro de Justicia Juan Carlos Esguerra.

## Antecedentes
Tras su elección como presidente de Colombia, uno de los primeros objetivos de Juan Manuel Santos consistió en el restablecimiento de las relaciones entre el Poder Judicial y el Ejecutivo colombiano, debilitadas durante la presidencia de Álvaro Uribe; para ello encargó al entonces designado ministro del Interior y de Justicia, Germán Vargas Lleras, sostener diálogos con los jueces y magistrados de la nación. De estas primeras reuniones surgió el acuerdo de no presentar reformas a la Justicia sin antes concertar con las Altas Cortes.
Pocos días después de su posesión en la Presidencia, Juan Manuel Santos anunció que una de las metas de su gobierno sería reformar la administración de justicia en el país con el fin de afrontar los problemas de congestión judicial y el acceso a la justicia para todos los colombianos. Así luego de armonizadas las relaciones entre los poderes Judicial y Ejecutivo, presentó a los magistrados de las Altas Cortes el borrador de proyecto de Reforma a la Justicia.
Los magistrados objetaron varios de los puntos del proyecto de Reforma, particularmente los relacionados con la eliminación del Consejo Superior de la Judicatura y el presupuestos para la Rama Judicial. Ante la falta de consenso entre los diferentes involucrado, el gobierno decidió instalar la Mesa de Justicia en la que los magistrados y los partidos políticos podrían plantear sus inquietudes y recomendaciones al proyecto de reforma.
En septiembre de 2010, dado el desacuerdo frente al proyecto, el gobierno decidió aplazar su presentación al Congreso hasta el año 2011, esperando que para entonces se hubiese podido alcanzar un acuerdo entre las distintas ramas del poder público.
Tras meses de discusión entre el gobierno, magistrados y académicos; el ministro del Interior y de Justicia Germán Vargas Lleras se reunió en Anapoima con los congresistas pertenecientes a las comisiones primeras del Senado y de la Cámara de Representantes con el fin de discutir la conveniencia o no de presentar el proyecto de reforma, aun cuando varios temas no habían sido acordados con el Poder Judicial; la decisión que se tomó fue la de aplazar la radicación del proyecto hasta el 20 de julio de 2011 debido a lo apretada que se encontraba la agenda legislativa en ese momento; al anunciar este aplazamiento Vargas Lleras afirmó que el 20 de julio se presentaría el proyecto así no se hubiese alcanzado consenso con las Cortes.
El 11 de julio de 2011 Santos designó a Juan Carlos Esguerra como ministro de Justicia y del Derecho asignándole la tarea primordial de conseguir la aprobación del proyecto de Reforma a la Justicia, pero para esta fecha los desacuerdos entre los diferentes sectores se habían multiplicado: no se había logrado acuerdo entre las diferentes Cortes con relación a la reglamentación de las tutelas contra sus sentencias, tampoco se lograron coincidencias en el tema de la doble instancia para el juzgamiento de personas con fuero, ni en la eliminación del Consejo Superior de la Judicatura, también fueron criticadas las funciones judiciales que el gobierno propuso otorgar notarios, abogados y conciliadores con el fin de descongestionar procesos. Por otra parte se criticaba que la reforma había tomado un rumbo político y se ocupaba únicamente del nombramiento y los periodos de los magistrados sin tener en cuenta las necesidades y derechos de acceso a la justicia de los ciudadanos.

## Tránsito en el Congreso
Luego de un año de discusiones y aún con ausencia de consensos en varios puntos, el gobierno radicó el proyecto de Reforma a la Justicia ante el Congreso el 4 de agosto de 2011, planteando que sería allí donde se dirimirían los desacuerdos. Las Cortes expresaron su preocupación pues consideraron que el proyecto pondría en riesgo la democracia colombiana pues permitía la concentración del poder en el Ejecutivo y ponía en riesgo la autonomía del Poder Judicial. Ante esta situación el Consejo de Estado decidió presentar su propio proyecto de Reforma a la Justicia y ponerlo a consideración del Congreso, en este proyecto se propuso, entre otros aspectos, una reestructuración del Consejo Superior de la Judicatura y no su eliminación, así como un aumento presupuestal para la Rama Judicial.
De esta forma empezó el debate al interior del Congreso, que fue el encargado de armonizar las diferentes propuestas. El proyecto de Reforma superó sin inconveniente los dos primeros de los ocho debates necesarios para su aprobación; sin embargo a partir del tercer debate algunos congresistas incluyeron en el texto disposiciones que les beneficiarían y les permitirían blindarse de la justicia, frente a ello las Cortes decidieron abandonar las discusiones. Ante el descontento de las Cortes, los congresistas deciden incluir en el texto una ampliación en el periodo de los magistrados, pasando de ocho a doce años, con el fin de que mermaran su oposición al proyecto. El mismo ministro de Justicia, Juan Carlos Esguerra, calificó como componendas algunas de las propuestas que respondían a los intereses de magistrados y congresistas, sin embargo no se opuso a ellas porque era primordial la aprobación de la Reforma, según le encomendó el presidente Santos.
De esta forma se produjo la aprobación de la Reforma a la Justicia por parte del Congreso de la República el 14 de junio de 2012, quedando pendiente únicamente la conciliación del texto aprobado por el Senado y el aprobado por la Cámara.

### Conciliación
La labor de conciliación entre los textos aprobados por el Senado y por la Cámara de Representantes fue asignada a los representantes a la Cámara: Germán Varón de Cambio Radical, Alejandro Chacón y Orlando Velandia del Partido Liberal, Gustavo Puentes del Partido Conservador, Carlos Edward Osorio y Roosvelt Rodríguez del Partido de la U; y a los senadores Martín Emilio Morales y del Partido de la U, Luis Fernando Duque y Jesús Ignacio García del Partido Liberal, Juan Manuel Corzo y Carlos Eduardo Enríquez Maya del Partido Conservador y Juan Carlos Restrepo de Cambio Radical.
Su tarea consistía en unificar los textos aprobados por cada una de las dos cámaras del Congreso Colombiano; sin embargo el texto que resultó de la conciliación incluyó nuevos beneficios para los congresistas. Del trámite conciliación fue excluido el ministro Esguerra a quien los conciliadores solicitaron estar presente únicamente al inicio de la reunión para exponer sus ideas acerca de cómo debería quedar el texto, y al final; Esguerra estuvo de acuerdo con esta determinación de los congresistas e incluso los felicitó y les agradeció luego de que aprobaron la reforma.
El texto final fue aprobado por la plenaria del Congreso y firmado por Juan Manuel Corzo y Simón Gaviria, presidentes del Senado y de la Cámara respectivamente. La Reforma a la Justicia fue votada en forma negativa únicamente por las bancada del Polo Democrático Alternativo y del Movimiento MIRA, el representante de Afro Vides, parte de la bancada del Partido Verde y algunos congresistas del Partido Liberal y el Partido de la U.

## Puntos polémicos
De acuerdo con algunos medios de comunicación, servidores públicos y organizaciones de la sociedad civil, los beneficios que otorga la Reforma a la Justicia a exministros y excongresistas podrían afectar los procesos que actualmente adelanta la Corte Suprema de Justicia en casos como Agro Ingreso Seguro, el cartel de la contratación, la parapolítica y el escándalo de las chuzadas, puesto que el texto final de la Reforma no incluyó un régimen de transición que indicara qué ocurriría con los procesos vigentes.
Otros aspectos fuertemente criticados por favorecer los intereses de los legisladores han sido:
- Régimen de inhabilidades: un congresista destituido por violar el régimen de inhabilidades no será castigado con pérdida de investidura, sino únicamente con nulidad de la elección, por tanto no estará impedido para ejercer cargos públicos en el futuro.[14]
- Gradualidad de la pérdida de investidura: los congresistas podrán ser suspendidos hasta por un año, sin que ellos implique la pérdida definitiva de investidura.[11]
- Doble instancia: los procesos por pérdida de investidura de un congresista serán cubiertos por la reforma, de modo que si se determina dicha sanción el implicado podrá recurrir a una segunda sentencia que será dictada por el Consejo de Estado en el que al menos 16 de los 27 magistrados deberán aprobar la pérdida de la curul.[11]
- Financiamiento de campañas: ahora los empleados públicos, incluidos los congresistas, podrán financiar campañas electorales.[11]
- Reestructuración de la Corte Suprema de Justicia: se crearán dos nuevas salas en la Corte Suprema de Justicia que serán las encargadas de investigar y juzgar a los congresistas.  Ya no será la Sala Penal que ha adelantado los procesos por parapolítica.[11]
- Denuncias: para denunciar a un congresista, el demandante necesariamente deberá proporcionar sus datos personales (no habrá denuncias de anónimos), además que suministrar por cuenta propia pruebas que sostengan su acción.[11]
- Captura: solo podrá ejecutarse la captura de un congresista cuando exista un fallo acusatorio, nunca en la fase de investigación.[11]

También han despertado polémica, entre otros, los siguientes puntos:
- Privatización de la justicia: se establece un arancel judicial para que los ciudadanos puedan acceder a la justicia, por tanto se pierde la gratuidad del servicio y es el ciudadano quien debe financiar a la justicia.[17]
- Policía Judicial: la Fiscalía y la Procuraduría tendrán facultades de Policía Judicial, la primera podrá mantener retenida a una persona sospechosa hasta 72 horas antes de presentarla ante un juez. Ninguno de los entes, necesitará el aval de un juez para proceder a la captura de una persona sospechosa.[11]
- Periodos: se extiende el periodo de los magistrados de las Altas Cortes de 8 a 12. Su edad de retiro forzoso se prolonga hasta los 70 años y se elimina la edad mínima de 50 años para llegar a este cargo.[18]

## Reacciones

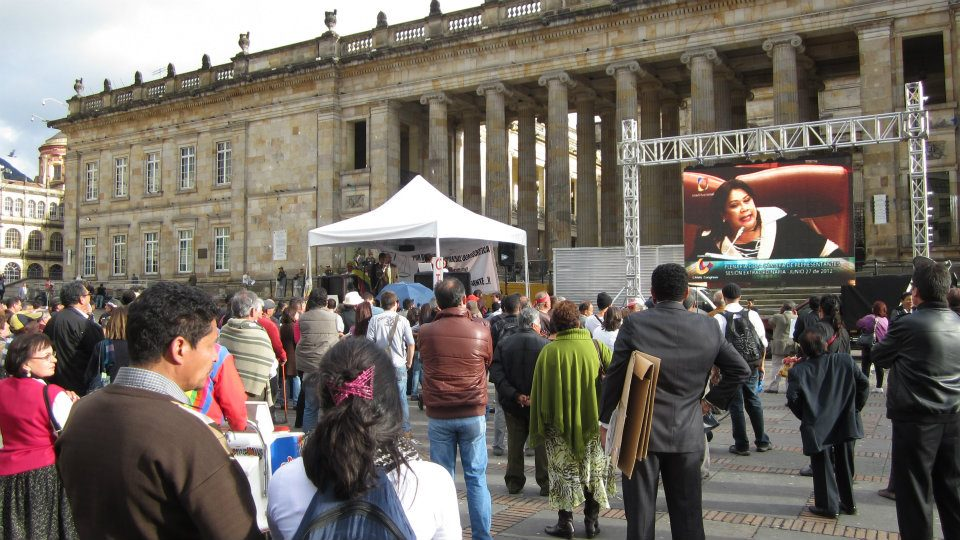
Numerosos plantones y marchas fueron organizados contra la Reforma.

Meses antes de que fuese aprobada la Reforma a la Justicia se conformó en el país una coalición ciudadana por la justicia que buscaba realizar seguimiento al trámite del proyecto, sin embargo al presenciar cómo se diluía el objetivo de facilitar el acceso a la justicia por parte de los ciudadanos y cómo se incluían los intereses de los legisladores, se fue tornando en una coalición de oposición a la Reforma; sin que hubiese sido aprobado el proyecto de acto legislativo empezó a gestarse la idea de realizar un referendo para revocarlo, pues era sabido que la coalición de gobierno aprobaría la Reforma.
El 20 de junio de 2012 la coalición ciudadana que adoptó el nombre de Movimiento Constituyentes Primarios emitió un primer comunicado oficial en el que llamaban a un referendo revocatorio de la Reforma que acababa de ser aprobada. En Twitter el hashtag #SeMueveLaContraReforma logró convertirse en tendencia como evidencia de la indignación ciudadana.

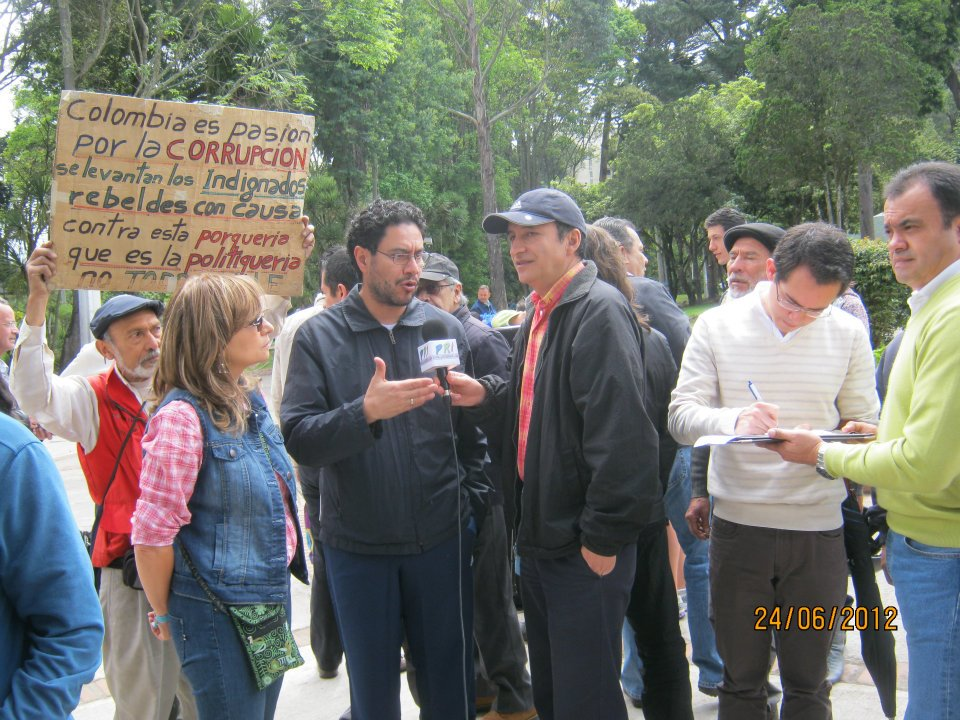
Representantes a la Cámara Iván Cepeda y Ángela María Robledo en jornada de recolección de firmas para el referendo contra la Reforma a la Justicia.

El Polo Democrático Alternativo, partido de oposición al gobierno de Juan Manuel Santos, se opuso al proyecto de Reforma a la Justicia desde el momento en que fue radicado en el Congreso; en marzo de 2012 pidió al gobierno retirar el proyecto y convocó a múltiples manifestaciones en contra de la Reforma; en los ocho debates del proyecto de Reforma a la Justicia sus congresistas votaron en contra. El Polo Democrático además lideró, junto a otras organizaciones, la convocatoria a un referendo revocatorio e incluso plateó la posibilidad de consultar a los ciudadanos acerca de una revocatoria a los congresistas que aprobaron la Reforma.

### Dimisión del ministro de Justicia
Ante la presión ejercida por algunos de los congresistas que votaron en contra del texto de conciliación de la Reforma, así como por los ciudadanos, el 22 de junio de 2012 presentó su renuncia irrevocable el ministro de Justicia, Juan Carlos Esguerra, quien sostuvo que no fue culpa suya la aprobación de los múltiples beneficios para los legisladores y que, por el contrario, los encargados de la conciliación en el último debate le pidieron que no asistiera.

### Denuncias
Los congresistas encargados de realizar la conciliación de la Reforma fueron denunciados por distintos abogados en junio de 2012, siendo acusados de tres delitos:
- Concierto para delinquir agravado, porque los implicados -de acuerdo con la denuncia- acordaron en un lugar ajeno al Congreso la inclusión de los llamados “micos” en la conciliación.
- Falsedad en documento público pues -de acuerdo con la denuncia- incluyeron en el informe de conciliación aspectos de la reforma que ya habían sido hundidos en los debates previos de la iniciativa.
- Prevaricato por acción.

Tras estudiar la denuncia, en diciembre de 2012, la Corte Suprema de Justicia decidió archivar el proceso contra los congresistas por considerar que no existía suficiente material para probar su culpabilidad en los delitos que les eran imputados.
Por otra parte, se solicitó al Consejo de Estado, adelantar los trámites necesarios para la pérdida de investidura de los denunciados; en la actualidad se está a la espera de la decisión.

### Costos del escándalo
Según el senador Luis Carlos Avellaneda la aprobación de la Reforma a la Justicia le costó al país aproximadamente 3.200 millones de pesos colombianos por concepto de salarios a los parlamentarios y al personal administrativo y logístico, esta cifra no incluye los gastos de los foros realizados en diferentes regiones del país.

## Revocatoria
Ante el descontento ciudadano provocado por la aprobación de la reforma, el 22 de junio de 2012 el presidente Juan Manuel Santos anunció que objetaría el acto legislativo aprobado por el Congreso y llamaría a los parlamentarios a sesiones extraordinarias los días 27 y 28 de junio con el fin revocar la Reforma. Este llamado a sesiones extraordinarias también generó gran polémica en la opinión pública pues la legislación colombiana no es clara en lo que respecta a la facultad del presidente para objetar actos legislativos; así algunos intérpretes de la ley afirmaron que el presidente sí podía objetar un acto legislativo, y otros que el presidente únicamente tiene potestad para objetar proyectos de ley, no actos legislativos como la Reforma a la Justicia, y que por tanto el asistir a las sesiones extra convocadas por Santos constituiría un prevaricato.

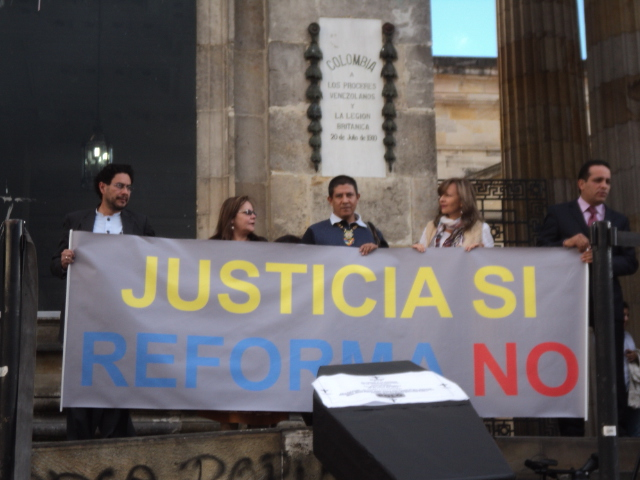
Congresistas Iván Cepeda, Alba Luz Pinilla, Hernando Hernández y Alexander López del Polo Democrático Alternativo y Ángela María Robledo del Partido Verde acompañando un plantón contra la Reforma

 Basados en este argumento los congresistas del Polo Democrático se abstuvieron de asistir a las sesiones del 27 y 28 de junio de 2012; a propósito el senador Alexander López sostuvo

El Polo no entra porque nosotros no vamos a legitimar la inconstitucionalidad, no sólo del proyecto, sino la inconstitucionalidad de la citación a extras [...] El presidente Santos en abuso de su autoridad convocó a unas sesiones extras inconstitucionales.
Alexander López

Otros analistas afirmaron que no incurrirían en prevaricato los congresistas que asistieran a las sesiones extraordinarias puesto que estarían cumpliendo sus funciones. Este argumento fue acogido, entre otros, por los congresistas de la Unidad Nacional, quienes asistieron a las sesiones extraordinarias.
En la votación realizada en la sesión extraordinaria del 28 de junio de 2012, los congresistas decidieron aceptar las objeciones presentadas por el presidente Santos a la Reforma, y con 117 votos a favor y ninguno en contra en la Cámara y 73 votos a favor y cero en contra en el Senado, revocaron la totalidad de la Reforma a la Justicia aceptando que su aplicación conduciría a un caos judicial que favorecería a congresistas, ex congresistas y exministros investigados.
En septiembre de 2014, el Consejo de Estado decidió, 15 votos a favor y nueve en contra, que el presidente de la República no tenía la competencia ni para objetar el acto legislativo, ni para convocar al Congreso a sesiones extraordinarias que hablaran de este tema. Sin embargo, y simultáneamente, “el acto de archivo del Congreso y los demás no pierden su vigencia y, por lo tanto, no revive la reforma de la justicia”. Es decir, según el Consejo de Estado, los actos subsiguientes que anularon la reforma si fueron válidos, y la reforma está efectivamente revocada.